# James Earl Ray

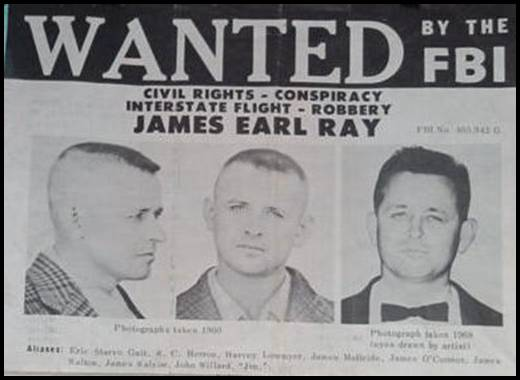
FBI:s efterlysningsaffisch för James Earl Ray

James Earl Ray, född 10 mars 1928 i Alton, Illinois, död 23 april 1998 i fängelset Brushy Mountain State Penitentiary nära Petros, Tennessee, var en amerikansk brottsling dömd för mordet på Martin Luther King den 4 april 1968 i Memphis, ett dåd som gav 99 års fängelse. Ray erkände först mordet men tog snart tillbaka sitt erkännande och fortsatte sedan resten av sitt liv att hävda sin oskuld. 

## Tidiga år
Ray växte upp utan far och med en mor som led av cancer. Han begick tidigt, med en början redan som barn, många mindre brott såsom snatteri, stöld och misshandel.

## Mordet på King
Pastorn och medborgarrättskämpen Martin Luther King blev skjuten och dödad av en krypskytt den 4 april 1968, när han stod på en balkong på Lorraine Motels andra våning, i Memphis, Tennessee i USA.
Den 8 juni 1968, lite mer än två månader efter mordet, greps James Earl Ray på flygplatsen Heathrow i London när han försökte lämna Storbritannien på ett falskt kanadensiskt pass, under namnet "Ramon George Sneyd". Ray, som dessutom hade andra falska pass i sin ägo vid gripandet, utlämnades sedan till Tennessee, där han åtalades för mordet på King. Den 10 mars 1969 erkände han brottet, på inrådan av sin advokat (för att vid en fällande dom undvika dödsstraff), men tog sedan tillbaka denna bekännelse tre dagar senare. 
Vid rättegången dömdes Ray till nittionio år i fängelse varpå Ray sparkade sin advokat Percy Foreman, som han hånfullt kallande för "Percy Fourflusher". Ray började nu ge en ny version av det inträffade. Han påstod att en man han träffat i Montréal, som använde aliaset "Raul", skulle ha varit djupt inblandad i mordet. Han hävdade vidare att han inte "personligen skjutit Dr King", men att han "kan ha varit delvis ansvarig utan att veta det". 
Den här versionen av mordet och sin egen flykt från mordplatsen sålde Ray till en William Bradford Huie. Huie undersökte historien och upptäckte därvid att Ray ibland ljugit. Ray berättade bland annat att han avsiktligt lämnat geväret med sina fingeravtryck helt öppet av anledningen att han ville bli en berömd brottsling, samtidigt som han var övertygad om att han var så smart att han inte skulle bli fångad. Han trodde också att guvernören i Alabama, George Wallace, snart skulle bli vald till president och att han själv därför bara skulle behöva sitta inne under en kort tid. Ray tillbringade sedan resten av sitt liv med att utan framgång försöka bevisa sin oskuld och få till en ny rättegång. Efter nära 30 år i fängelse fick Ray öppet stöd av den mördade Kings son, Dexter Scott King, i försöken att få en ny rättegång. 

## Död
Ray dog år 1998, fortfarande fängslad, i sviterna av hepatit C.

### Webbkällor
Sidan är helt eller delvis en översättning av Wikipedias engelska version